# Persuasore
Persuasore (Persuader) è il nome di tre personaggi dei fumetti DC Comics. Essi sono:
- Nyeun Chun Ti, comparso per la prima volta in Adventure Comics n. 352 (gennaio 1967), creato da Jim Shooter e Curt Swan.
- Cole Parker, comparso per la prima volta in Adventures of Superman n. 598 (gennaio 2002), creato da Joe Casey e Pete Woods.
- Elise Kimble, comparsa per la prima volta in Teen Titans n. 56.

## Biografia del personaggio

### Nyeun Chun Ti
Il primo Persuasore (Nyeun Chun Ti) fu creato da Jim Shooter e Curt Swan e comparve per la prima volta in Adventure Comics n. 352 (gennaio 1967). Il Persuasore fu uno dei cinque fuorilegge reclutati nella Legione dei Supereroi per aiutarli a sconfiggere il Mangiatore di Soli in cambio dell'amnistia per i suoi crimini. Successivamente, i criminali si ribellarono alla Legione e formarono i Fatal Five, diventando una delle minacce più ricorrenti della Legione. Il Persuasore porta con sé un'"ascia atomica" con un manico piuttosto lungo, che la fa somigliare ad un'alabarda. Questa ascia può tagliare qualsiasi cosa, occasionalmente inclusi oggetti metaforici ed intangibili, come la scorta d'aria di una persona, la forza di gravità, o la separazione tra le dimensioni, e segue i comandi mentali del Persuasore. Il Persuasore veniva da un pianeta con un'alta forza di gravità e mentre non aveva nessun superpotere di per sé, possedeva una forza ed una resistenza di gran lunga superiore al limite di quelle umane.
Il personaggio del Persuasore fu relativamente invariato dopo il rinnovo della Legione. Nel crossover Teen Titans/Legion che finì con il rinnovo della Legione, Il Persuasore utilizzò la sua ascia per tagliare l'Ipertempo, convocando in questo modo tutti i Fatal Five degli altri universi e formando così i Fatal Five-Hundred.
Il Persuasore non fu visto nel terzo rinnovo della Legione.

### Crisi finale
Durante Final Crisis: Legion of Three Worlds, l'originale Persuasore (insieme agli altri membri dei Fatal Five) fu tra i super criminali della Legione dei Supercriminali di Superboy-Prime.

### Cole Parker
Il secondo Persuasore (il secondo a comparire nei fumetti, ma nelle storie fu il primo), comparve per la prima volta in Adventures of Superman n. 598 (gennaio 2002). Cole Parker era un operaio che perse il suo lavoro con l'aggiornamento di Brainiac-13 e diede la colpa al Daily Planet. Ispirato dalle immagini di Superman che si batteva contro un membro olografico dei Fatal Five, guidò una folla di persone con delle asce contro il Planet (il "Culto della Persuasione") e fu imprigionato.
Mentre era in carcere, comparve uno straniero misterioso che gli diede un'Ascia Atomica per aiutarlo a perseguire il suo bisogno di vendetta. Evase dalla prigione e combatté contro Superman, ma nel mezzo della battaglia un malfunzionamento dell'ascia aprì un portale interdimensionale, attraverso cui Il Persuasore fu lanciato. I gemelli Mxyzptlk decisero di riscrivere la storia così che furono loro a fornirgli la sua ascia.
Parker fu accidentalmente ucciso in una missione con la Suicide Squad dall'eroe adolescente Osiris quando questi volò direttamente contro il corpo di Parker per salvare sua sorella Isis.

### Elise Kimble
Recentemente in Teen Titans n. 56, un nuovo Persuasore, di nome Elise Kimble comparve come membro dei Terror Titans del Re degli Orologi. Secondo Terror Titans n. 1, il Re degli Orologi le disse che era presumibilmente un'antenata dell'originale Persuasore del XXX secolo. Indossò la stessa maschera degli altri Persuasori, e portò ugualmente l'ascia atomica, arma che scelse personalmente. La sua ascia atomica tagliava gli oggetti ad un livello molecolare, permettendole di spolpare alla perfezione carne, ossa, acciaio, legno ed ogni altro oggetto tranne le spade energetiche di Ravager.
Secondo Terror Titans n. 3, il padre di Elise se ne andò quando lei aveva 3 anni. Crescendo con una madre dispettosa che la rese fredda, divenne un'assassina su commissione quando era ancora al liceo, uccidendo la sua stessa madre quando lei lo scoprì. Si unì al Re degli Orologi al fine di trovare suo padre. Il Re degli Orologi trovò suo padre e lo portò a lei, solo perché lo uccidesse nel mezzo della loro riunione, così da renderla più dura.

## Altri media

### Televisione
- Il Persuasore comparve nell'episodio Far From Home della serie animata Justice League Unlimited con gli altri Fatal Five combattendo contro la Legione. La sua prima comparsa nell'episodio, insieme ad Emerald Empress, si riferì alla loro relazione nella continuità originale della Legione dopo la morte di Tharok, ed è la reminiscenza di Enchantress e dell'Esecutore della Marvel.
- È un membro dei Fatal Five nella serie animata Legion of Super Heroes. Nell'episodio Who Am I?, Brainiac 5 scaricò un po' della mente del Persuasore quando venne per infiltrare Chameleon Boy tra i ranghi di Imperiex.
- Il Persuasore comparve nell'undicesima puntata dell'ottava stagione della serie televisiva Smallville, impersonato dallo stuntman Fraser Aitchenson, che non fu accreditato. Qui, Il Persuasore è uno xenofobo che fa parte di un movimento di "supremazia umana" futuro. Rubò un anello volante della Legione, viaggiò attraverso il tempo e attaccò Clark Kent nella sua fattoria. Utilizzò un'ascia con un lungo manico, che poteva dividere gli atomi, per ferire Clark e distruggere il cristallo della Zona Fantasma che fu creato per essere utilizzato al fine di distruggere Brainiac. Clark fu infine salvato da Rokk, Imra e Garth.
- Il Persuasore è uno degli antagonisti terziari del film d'animazione Justice League vs. the Fatal Five.